# Coco Lin
Conformément à la coutume hongkongaise, le nom chinois est Lin Yik-hei et le nom occidental est Coco Lin.
Coco Lin Yik Hei (en chinois : 連翊希) est une épéiste hongkongaise. Elle prend part aux Jeux olympiques d'été de 2020 à Tokyo.

## Biographie

### Jeunesse
Lin Yik-hei découvre l'escrime jeune grâce à un cousin, également un épéiste. Elle ne commence cependant à pratiquer en club qu'à 11 ans, encouragée par son père. Tout au long de son second cycle, elle étudie à l'École diocésaine pour filles (en).

### Débuts de carrière
Sa première médaille sénior dans une compétition internationale est le bronze aux Jeux asiatiques de 2014 à Incheon, remporté avec ses compatriotes Moonie Chu, Vivian Kong et Yeung Chui Ling. Un an plus tard, lors de la quatrième édition des championnats d'Asie juniors (U23) qui se déroulent en Mongolie, elle remporte la médaille d'or en individuel. Elle remporte tous ses matchs de qualification sauf un et gagne sa finale contre Lee Hye-in avec une avance assez large (15-8).
En 2017, elle participe à sa première Universiade, à Taipei. Elle se fait éliminer assez tôt dans les deux épreuves auxquelles elle participe (21e en individuel, 14e par équipes). La même année, elle est diplômée de l'université de Hong Kong en architecture du paysage. Depuis, elle est athlète à plein temps. Elle s'entraîne à l'Institut des sports de Hong Kong (en) avec le reste de l'équipe féminine de sabre de Hong Kong.

### Jeux asiatiques de 2018
2018 est une année importante mais agitée pour Lin. En début d'année, elle se qualifie pour les Jeux asiatiques de Jakarta-Palembang. Cependant, en avril elle se foule la cheville droite. Pour se soigner, elle consulte un orthopédiste ayant recours à la médecine traditionnelle chinoise qui lui prescrit des médicaments anti-gonflements. Sa carrière reprend son cours normal. À la suite d'un test urinaire avant l'Open de Hong Kong, elle est suspendue pour deux semaines par l'association d'escrime de Hong Kong et ne peut plus participer aux championnats d'Asie ni aux Jeux asiatiques. En réalité, les médicaments qui lui avaient été prescrits contenaient des substances interdites. Elle parvient à avoir une audience avec le comité anti-drogue de Hong Kong et toutes ses sanctions sont levées, elle peut donc participer à toutes les compétitions continentales. Elle peut finalement participer aux trois évènements. Elle s'explique et s'excuse auprès du grand public sur Facebook.
Elle participe immédiatement championnats d'Asie de Bangkok. En individuel, elle établit son record personnel en atteignant la huitième place en individuel après s'être faite éliminée par sa compatriote Kaylin Hsieh (6-15). Par équipes, elles battent les Ouzbèkes (45-24), les Kazakhes (45-29) et les Sud-coréennes (45-40). Il s'agit du meilleur résultat de Hong Kong depuis 17 ans : c'est la première fois depuis 1993 que l'équipe d'épée féminine atteint la finale. Elles sont vaincues par les Chinoises (34-35) mais repartent tout de même avec la médaille d'argent.
Elle prend ensuite part aux Jeux asiatiques de 2018. Les Hongkongaises vainquent d'abord le Kazakhstan (45-29) avant de se heurter à la Chine en demi-finale (34-45). Elles remportent donc la médaille de bronze, comme quatre ans plus tôt.

### Jeux olympiques de 2020
Ses premiers Jeux olympiques sont ceux de Tokyo 2020. En individuel, elle est battue dès le tableau de 32 par la Singapourienne Kiria Tikanah (11-15). Par équipes, les hongkongaises sont éliminées par les Chinoises (32-44) mais ont droit à deux matchs de classification : un perdu contre les Américaines (31-42) et un gagné contre les Russes (28-27).

## Palmarès
- Championnats d'Asie
  -  Médaille d'argent par équipes aux championnats d'Asie 2018 à Bangkok
  -  Médaille de bronze par équipes aux championnats d'Asie 2014 à Suwon[4]
  -  Médaille de bronze par équipes aux championnats d'Asie 2016 à Wuxi[16]
  -  Médaille de bronze par équipes aux championnats d'Asie 2019 à Tokyo
- Jeux asiatiques
  -  Médaille de bronze par équipes aux Jeux asiatiques de 2014 à Incheon
  -  Médaille de bronze par équipes aux Jeux asiatiques de 2018 à Jakarta

## Classement en fin de saison
| Année | 2014 | 2015 | 2016 | 2017 | 2018 | 2019 | 2020 | 2021 | 2022 |
| ----- | ---- | ---- | ---- | ---- | ---- | ---- | ---- | ---- | ---- |
| Rang  | 151  | 150  | 163  | 137  | 47   | 76   | 79   | 76   | 91   |